# Filippo Parola
Filippo Parola (Pavone del Mella, 4 gennaio 1925 – Pavone del Mella, 6 aprile 1987) è stato un calciatore italiano, di ruolo centrocampista.

## Biografia
Insegnante di lingue straniere, è stato preside di scuola media a Pralboino e sindaco del Comune di Pavone del Mella. Gli è stato intitolato lo stadio del suo paese natale.

## Carriera
Cresciuto nella Bagnolese di Bagnolo Mella, ha giocato per tre stagioni in Serie B col Brescia,con 49 gettoni di presenza e segnando una sola rete con la maglia delle rondinelle, realizzata il 25 giugno 1950 a Lodi in Brescia-Fanfulla (2-2). Aveva fatto il suo esordio nel Brescia qualche mese prima, il 15 gennaio 1950 nella vittoriosa sfida di Salerno, in Salernitana- Brescia (0-2).